# Mirsad Mijadinoski
Mirsad Mijadinoski (en macédonien : Мирсад Мијадиноски), né le 1er octobre 1981 à Struga, est un footballeur professionnel macédonien. Il mesure 190 cm et pèse 84 kg. Il évolue au poste de défenseur.

## Clubs successifs
- 1999-2000 : FC Zurich  Suisse
- 2001-2002 : FC Schaffhouse  Suisse
- 2002-2005 : FC Baden  Suisse
- 2005-2009 : FC Sion  Suisse
- →2008-2009 : Újpest FC  Hongrie
- 2009-2010 : Debreceni VSC  Hongrie

## Palmarès
- Vainqueur de la Coupe de Suisse en 2006 avec le FC Sion
- Champion de Hongrie en 2010 avec Debrecen
- Vainqueur de la Supercoupe de Hongrie en 2009 et en 2010 avec le Debrecen